# Alejandro De Aza
Alejandro Alberto De Aza (né le 11 avril 1984 à Guaymate, La Romana en République dominicaine) est un voltigeur de la Ligue majeure de baseball.

## Carrière

### Marlins de la Floride
Alejandro De Aza est recruté comme agent libre amateur par les Dodgers de Los Angeles le 1er mai 2001. Encore joueur de Ligues mineures, il est transféré chez les Marlins de la Floride la 13 décembre 2004 qui le réclament via la procédure du repêchage de règle 5.
Après six saisons en Ligues mineures, Alejandro De Aza fait ses débuts en Ligue majeure le 2 avril 2007 avec les Marlins.

### White Sox de Chicago
Alejandro De Aza se retrouve chez les White Sox de Chicago le 21 octobre 2009, après avoir été mis en ballottage. Il passe 2010 et 2011 entre les White Sox et les Knights de Charlotte, leur club-école de la Ligue internationale. Il frappe pour ,300 de moyenne au bâton en 19 parties avec les Sox en 2010. En 2011, il participe à 54 rencontres des White Sox et frappe pour ,329 avec 50 coups sûrs, 4 circuits, 23 points produits et 12 buts volés. Il réussit son premier circuit dans les majeures à son retour des mineures le 27 juillet 2011, aux dépens du lanceur Max Scherzer des Tigers de Detroit.

### Orioles de Baltimore
Le 30 août 2014, les White Sox échangent Alejandro De Aza aux Orioles de Baltimore contre deux lanceurs droitiers des ligues mineures, Mark Blackmar et Miguel Chalas. En 2014 et 2015, De Aza frappe pour ,249 avec 6 circuits et 4 buts volés pour Baltimore.

### Red Sox de Boston
Le 3 juin 2015, les Orioles échangent De Aza aux Red Sox de Boston contre Joe Gunkel, un lanceur droitier des ligues mineures.

### Giants de San Francisco
Le 31 août 2015, Boston échange Alejandro De Aza aux Giants de San Francisco contre le lanceur gaucher des ligues mineures Luis Ysla.

### Mets de New York
Le 23 décembre 2015, il signe un contrat d'une saison avec les Mets de New York.

## Statistiques
| Saison | Équipe     | G  | AB  | R  | H  | 2B | 3B | HR | RBI | SB | BA    |
| ------ | ---------- | -- | --- | -- | -- | -- | -- | -- | --- | -- | ----- |
| 2007   | Floride    | 45 | 144 | 14 | 33 | 8  | 2  | 0  | 8   | 2  | 0,229 |
| 2009   | Floride    | 22 | 20  | 6  | 5  | 1  | 0  | 0  | 3   | 0  | 0,250 |
| 2010   | Chicago WS | 19 | 30  | 7  | 9  | 3  | 0  | 0  | 2   | 2  | 0,300 |
| Totaux | Totaux     | 86 | 194 | 27 | 47 | 12 | 2  | 0  | 13  | 4  | 0,242 |

Note : G = Matches joués ; AB = Passages au bâton; R = Points ; H = Coups sûrs ; 2B = Doubles ; 3B = Triples ; 
HR = Coup de circuit ; RBI = Points produits ; SB = Buts volés ; BA = Moyenne au bâton.